# اليوم العالمي لإحياء ذكرى ضحايا حوادث الطرق
اليوم العالمي لإحياء ذكرى ضحايا حوادث الطرق هو حدث للأمم المتحدة، يُقام في الأحد الثالث من نوفمبر من كل عام، أقرته الجمعية العامة للأمم المتحدة في 26 أكتوبر 2005، ويهدف إلى تكريم وتذكر من فقدوا حياتهم في حوادث الطرق، ودعم من يعانون من الحزن ويتحملون عواقب طويلة الأمد من الإصابة التي لحقت بهم، وكذلك العمل على الوقاية من هذه الحوادث ومعالجة آثارها الضارة، وذلك بدعم من منظمة الصحة العالمية.

## وصلات خارجية
- الموقع الرسمي.